# 37 ohne Zwiebeln
37 ohne Zwiebeln ist ein Kurzspielfilm von André Erkau. Der bereits mehrfach ausgezeichnete Film hatte seine Premiere 2006 auf dem Filmfest Max Ophüls Preis und ist außerdem die Abschlussarbeit von Regisseur André Erkau an der Kunsthochschule für Medien in Köln.

## Handlung
Als Kind wollte Lukas Knispe gerne Taucher werden, da er die Langsamkeit und Stille mochte. Jetzt ist der 37-jährige Sales Manager eines größeren Unternehmens und seine Arbeit ist das Gegenteil von Langsamkeit und Stille. Dies war für Lukas Knispe bisher kein Problem im Gegensatz zu den Zeitsprüngen, -lücken und -raffern, die ihm seit einiger Zeit in seinem Leben zu schaffen machen. Beispielsweise schliddert Lukas Knispe von der Kantine in den Konferenzraum, ohne dass er weiß, wie er dort aufgetaucht ist. Oder so erfährt Knispe im Konferenzraum von einer Besprechung nichts, da er sich einen Moment später im Sekretariat wiederfindet. Knispes Bemühungen sein Leben wieder in den Griff zu kriegen, sprich in Einklang mit sich und seiner Zeit zu kommen, endet im Chaos. Lukas Knispe schafft es erst, als er emotional gebunden wird. Doch auch dieses Unterfangen ist nicht ganz einfach.

## Kritiken
„Ein Feuerwerk von Einfällen beschert uns André Erkau, Absolvent der Kunsthochschule für Medien, Köln, in seiner experimentierfreudigen Komödie 37 ohne Zwiebeln. Der Film erzählt ein Leben wie im Film. Für viele ein Wunschtraum, für Lukas Knispe aber bittere Realität. Denn Lukas schlittert durch die Jumpcuts seines Lebens von einer Situation in die nächste. Sein Bemühen, mit sich und der Zeit wieder in Einklang zu kommen, mündet in einem Chaos. Das Drehbuch über die Wiederentdeckung der Langsamkeit ist intelligent gebaut, schlüssig geschrieben – mit einem guten Schluss – und steckt voller raffinierter Details. Die Jury war begeistert von den gelungenen Dialogen, der straffen Dramaturgie und den fantasievollen Übergängen der Geschichte.“

„Wir haben uns für einen Kurzfilm entschieden, der eine humorvolle Geschichte mit glänzend geführten Schauspielern erzählt. Der Regisseur erreicht bei seinem Spiel mit den filmischen Mitteln Schwindel erregende Souveränität. Nie vorhersehbar nimmt uns der Film mit auf eine absurde Reise. Ungeklärte philosophische Grundfragen der Menschheit wie das Verhältnis von Raum und Zeit, Gedächtnis und Realität werden in 14 Minuten abschließend behandelt.“

„Ein großes Thema mit leichter Hand inszeniert. André Erkau hat ein ernstes Problem, nämlich die Selbstentfremdung in unserer westlichen Gesellschaft, mit sehr viel Charme und Witz temporeich erzählt. Darüber hinaus zeichnet diesen Film eine hervorragende Schauspielerführung aus.“

„37 ohne Zwiebel (der Filmtitel findet eine einleuchtende Erklärung) ist nicht nur originelle und oft extrem witzige Unterhaltung. Dem auch formal spannenden und hochintelligenten Kurzfilm gelingt eine einleuchtende Metapher für die Beschleunigung der Zeit in der heutigen Arbeitswelt und für das Zeitgefühl der Angestellten.“

## Auszeichnungen
- 2006: Kurzfilm- und Interfilmpreis auf Filmfestival Filmfestival Max Ophüls Preis
- 2006: Publikumspreis auf dem Internationalen Kurzfilm-Festival Hamburg
- 2006: Nominierung für den BMW Group Förderpreis Schnitt beim Film+ Schnitt Preis
- 2006: Gewinner des BESTE REGIE DEUTSCHER FILM – PROSIEBEN NACHWUCHSPREIS  auf dem Internationalen Festival der Filmhochschulen München
- 2006: Gewinner in der Kategorie Bestes Drehbuch beim Studio Hamburg Nachwuchspreis

## Prädikate
- 2006: Filmprädikat Besonders Wertvoll von der Filmbewertungsstelle